# Premolis excavata
Premolis excavata là một loài bướm đêm thuộc phân họ Arctiinae, họ Erebidae.